# Duguetia pauciflora
Duguetia pauciflora é uma espécie de magnólia. Foi descrito pela primeira vez por Henry Hurd Rusby .  Duguetia pauciflora pertence ao gênero Duguetia, e à família Annonaceae.